# Малый Маматек
Малый Маматек — озеро в Фёдоровском районе Костанайской области Казахстана. Находится в 19 км к юго-востоку от посёлка Костычевка.
По данным топографической съёмки 1944 года, площадь поверхности озера составляет 2,05 км². Наибольшая длина озера — 2,1 км, наибольшая ширина — 1,3 км. Длина береговой линии составляет 5,3 км, развитие береговой линии — 1,04. Озеро расположено на высоте 202,8 м над уровнем моря.